# Fred Gallagher (copiloto)
Fred Gallagher (16 de abril de 1952) es un copiloto de rally actualmente retirado que ha competido en el Campeonato del Mundo de Rally desde 1975 a 1999 con diferentes pilotos como Tony Pond, Simo Lampinen, Henri Toivonen, Juha Kankkunen, Bjorn Waldegard, Ari Vatanen, entre otros. Ha conseguido cinco victorias en el mundial.

## Resultados

### WRC
| Año         | Piloto            | Automóvil                  | 1       | 2       | 3       | 4       | 5       | 6     | 7       | 8       | 9       | 10      | 11    | 12    | Posi. | Puntos |
| ----------- | ----------------- | -------------------------- | ------- | ------- | ------- | ------- | ------- | ----- | ------- | ------- | ------- | ------- | ----- | ----- | ----- | ------ |
| 1975        | John Haugland     | Skoda 120                  | GBR 15  |         |         |         |         |       |         |         |         |         |       |       | -     | 0      |
| 1976        | John Haugland     | Skoda 130                  | SWE Ret | GBR 16  |         |         |         |       |         |         |         |         |       |       | -     | 0      |
| 1977        | Tony Pond         | Triumph TR7                | COR Ret | GBR 8   |         |         |         |       |         |         |         |         |       |       | -     | 0      |
| 1978        | Tony Pond         | Triumph TR7                | COR Ret | GBR 4   |         |         |         |       |         |         |         |         |       |       | -     | 0      |
| 1979        | Simo Lampinen     | Triumph TR7                | ITA Ret | GBR 17  |         |         |         |       |         |         |         |         |       |       | -     | 0      |
| 1980        | Tony Pond         | Triumph TR7                | POR Ret | GBR 4   |         |         |         |       |         |         |         |         |       |       | -     | 0      |
| 1981        | Henri Toivonen    | Talbot Sunbeam Lotus       | MON 5   | POR 2   | FRA Ret | GRE Ret | FIN Ret | ITA 2 | GBR Ret |         |         |         |       |       | 7º    | 38     |
| 1982        | Henri Toivonen    | Opel Ascona 400            | POR Ret | GRE 3   | FIN Ret | ITA 5   | GBR 3   |       |         |         |         |         |       |       | 7º    | 32     |
| 1983        | Henri Toivonen    | Opel Ascona 400            | MON 6   |         |         |         |         |       |         |         |         |         |       |       | 14º   | 16     |
| 1983        | Henri Toivonen    | Opel Manta 400             |         | GRE Ret | FIN Ret | ITA 4   | GBR Ret |       |         |         |         |         |       |       | 14º   | 16     |
| 1984        | Juha Kankkunen    | Toyota Celica TCT          | POR Ret |         | NZL Ret | FIN 5   | GBR Ret |       |         |         |         |         |       |       | 24º   | 8      |
| 1984        | John Buffum       | Audi quattro A2            |         | FIN 5   |         |         |         |       |         |         |         |         |       |       | 24º   | 8      |
| 1985        | Juha Kankkunen    | Toyota Celica TCT          | KEN 1   | NZL Ret | FIN Ret | CIV 1   | GBR 5   |       |         |         |         |         |       |       | 5º    | 48     |
| 1986        | Björn Waldegård   | Toyota Celica TCT          | KEN 1   | CIV 1   | USA 5   |         |         |       |         |         |         |         |       |       | ?     | ?      |
| 1987        | Björn Waldegård   | Toyota Supra Turbo         | KEN Ret | USA 5   | CIV Ret |         |         |       |         |         |         |         |       |       | ?     | ?      |
| 1987        | George Donaldson  | Ford Sierra RS Cosworth    |         |         |         | GBR 15  |         |       |         |         |         |         |       |       | ?     | ?      |
| 1988        | Björn Waldegård   | Toyota Supra Turbo         | KEN 7   |         |         |         |         |       |         |         |         |         |       |       | ?     | ?      |
| 1988        | Björn Waldegård   | Toyota Celica GT-4 (ST165) |         | USA Ret | GBR 3   |         |         |       |         |         |         |         |       |       | ?     | ?      |
| 1989        | Björn Waldegård   | Toyota Celica GT-4 (ST165) | MON Ret | POR Ret |         |         |         |       |         |         |         |         |       |       | ?     | ?      |
| 1989        | Björn Waldegård   | Toyota Supra Turbo         |         |         | KEN 4   |         |         |       |         |         |         |         |       |       | ?     | ?      |
| 1990        | Björn Waldegård   | Toyota Celica GT-4 (ST165) | KEN 1   |         |         |         |         |       |         |         |         |         |       |       | ?     | ?      |
| 1991        | Björn Waldegård   | Toyota Celica GT-4 (ST165) | KEN 4   |         |         |         |         |       |         |         |         |         |       |       | ?     | ?      |
| 1992        | Björn Waldegård   | Lancia Delta HF Integrale  | KEN Ret |         |         |         |         |       |         |         |         |         |       |       | ?     | ?      |
| 1998        | Ari Vatanen       | Ford Escort WRC            | KEN 3   | POR 5   | FIN Ret |         |         |       |         |         |         |         |       |       | 11º   | 6      |
| 1999        | Simon Jean-Joseph | Ford Focus WRC             | MON DSQ |         |         | ESP Ret | FRA Ret |       |         |         |         |         | ITA 7 |       | ?     | ?      |
| 1999        | Thomas Radstrom   | Ford Focus WRC             |         | KEN 3   |         |         |         | ARG 6 | GRE Ret | NZL Ret | FIN Ret | CHI Ret |       | AUS 7 | ?     | ?      |
| 1999        | Petter Solberg    | Ford Focus WRC             |         |         | KEN 5   |         |         |       |         |         |         |         |       |       | ?     | ?      |
| Referencias |                   |                            |         |         |         |         |         |       |         |         |         |         |       |       |       |        |

### Rally Dakar
| Año     | Categoría | Vehículo   | Piloto             | Posición | Etapas |
| ------- | --------- | ---------- | ------------------ | -------- | ------ |
| 1991    | Coches    | Citroen    | Björn Waldegård    | Ret.     | -      |
| 1992    | Coches    | Citroen    | Björn Waldegård    | 4.º      | 1      |
| 1993    | Coches    | Citroen    | Timo Salonen       | Ret.     | -      |
| 1995    | Coches    | Citroen    | Timo Salonen       | 5.º      | 1      |
| 1996    | Coches    | Citroen    | Philippe Wambergue | 2.º      | 3      |
| 2001    | Coches    | Mitsubishi | Kenjiro Shinozuka  | 30.º     | -      |
| Fuente: |           |            |                    |          |        |